# Clark Ashton Smith

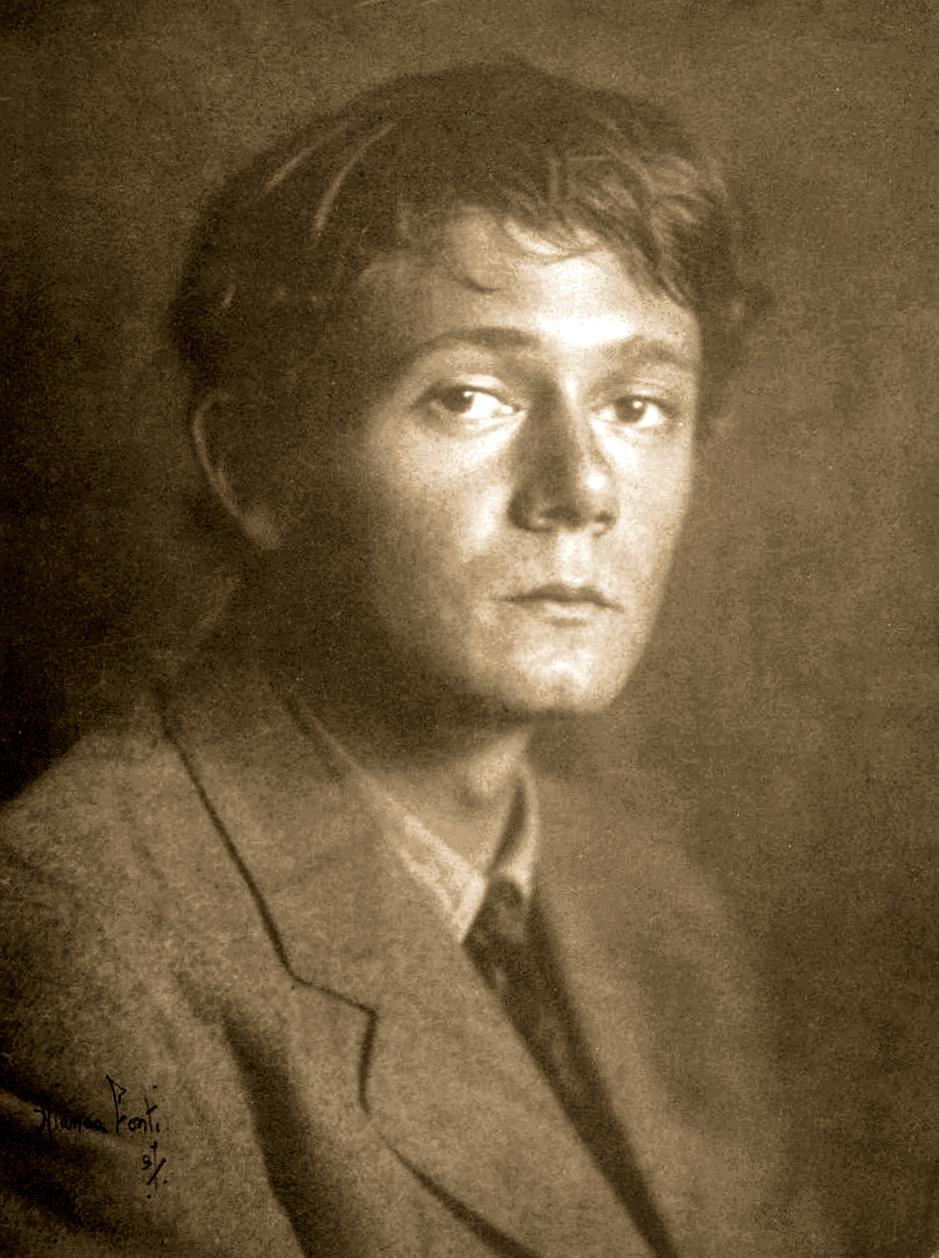
Clark Ashton Smith (1912)

Clark Ashton Smith (* 13. Januar 1893 in Long Valley, Kalifornien; † 14. August 1961 in Pacific Grove, Kalifornien), auch unter dem Akronym C. A. Smith bekannt, war ein amerikanischer Schriftsteller, Lyriker, Bildhauer und Maler.
Angeregt von H. P. Lovecraft wandte er sich ab 1925 der unheimlichen Literatur zu und schrieb zahlreiche Kurzgeschichten, die sich Genres wie Phantastik, Fantasy, Science-Fiction und Horror zuordnen lassen und zunächst in Pulp-Magazinen wie Weird Tales und Wonder Stories, später auch in eigenen Erzählungssammlungen im Verlag Arkham House veröffentlicht wurden.
Mit seiner farbigen und ornamentalen Prosa beeinflusste Smith Autoren wie Jack Vance, Bruce Sterling und Ray Bradbury.

## Leben und literarische Einflüsse
Smith verbrachte die meiste Zeit seines Lebens in der kalifornischen Kleinstadt Auburn, wo er bei seinen Eltern, Mary Frances „Fanny“ (geborene Gaylord) und Timeus Smith, in einer kleinen Hütte wohnte. Dabei lebte er meistens in ziemlicher Armut, so dass er oft gezwungen war, sich als Obstpflücker oder Waldarbeiter zu verdingen, um sich und seine Eltern durchzubringen.
Bereits im Alter von elf Jahren begann er mit dem Schreiben von Kurzgeschichten, von denen einige in der Literaturzeitschrift Overland Monthly veröffentlicht wurden, während andere erst nach seinem Tod erschienen. The Black Diamonds wurde 2002 veröffentlicht, The Sword of Zagan im Jahr 2004. Beide Geschichten spielen im mittelalterlichen Arabien, ähnlich den Erzählungen aus Tausend und einer Nacht. Diese Erzählungen sowie die Märchen der Brüder Grimm und das Werk Edgar Allan Poes und Lord Dunsanys beeinflussten Smiths frühe Werke maßgeblich. Ein weiterer Einfluss auf Smiths Sprache und Vorstellungswelt ging von William Beckfords Schauerroman Vathek aus.
Smiths schulische Ausbildung war begrenzt. Er besuchte lediglich fünf Jahre lang eine Grundschule und wurde danach wegen einer hartnäckigen Krankheit zu Hause unterrichtet. Ein ihm angebotenes Guggenheim-Stipendium lehnte er ab. Er zog es vor, sein Wissen autodidaktisch zu erarbeiten, wobei er mehrere Enzyklopädien vom Anfang bis zum Ende las. Seine Vorliebe für ausgefallene und entlegene Ausdrücke geht auch auf diese Lektüre zurück.
Mit Lovecraft verband Smith von 1922 bis zu dessen Tod im Jahr 1937 eine literarische Freundschaft.
Ein Förderer Smiths war der aus San Francisco stammende Lyriker George Sterling, den er Anfang 1911 kennenlernte und mit dem er bis zu dessen Selbstmord im November 1926 befreundet war. Sterling half ihm bei der Veröffentlichung seines ersten Gedichtbandes, der 1912 unter dem Titel The Star-Treader and Other Poems erschien und Smith eine gewisse Berühmtheit einbrachte. Sterling nannte Smith den „Keats der Westküste“. Smith hatte Sterling über ein Mitglied des Auburn Monday Night Club kennengelernt, in dem er mit einigem Erfolg mehrere seiner Gedichte vorgetragen hatte. Nach der Veröffentlichung von Ebony and Crystal (1922) erhielt er ein sehr anerkennendes Schreiben von H. P. Lovecraft, womit eine fünfzehn Jahre andauernde Korrespondenz begann.
Nach seiner Heirat mit Carol Jones Dorman am 10. November 1954 zog er mit seiner Frau und deren Kindern in die kalifornische Kleinstadt Pacific Grove.

## Werk

### Lyrik
Die frühen Gedichte im Stil des Fin de Siècle erschienen in zwei Bänden. Sie sind von Swinburne und George Sterling beeinflusst, lassen aber bereits eine eigene Handschrift erkennen. Weitere Gedichtsammlungen waren The Star-Treader and Other Poems, Ebony and Crystal (1922), Sandalwood (1923), The Dark Chateau (1951) sowie die Selected Poems.
Lovecraft schätzte Smiths Lyrik und schrieb eine Rezension über Ebony and Cristal, die im Januar 1924 in der Amateurzeitschrift L’Alouette veröffentlicht wurde.

### Prosa
1925 wandte Smith sich unter dem Einfluss Lovecrafts der unheimlichen Literatur zu und schrieb bis 1937 über hundert Kurzgeschichten.
The Abominations of Yondo, datiert vom 5. Februar 1925, gilt als erstes Beispiel dafür. Lovecraft war beeindruckt und sandte den Text an Farnsworth Wright, der ihn für Weird Tales allerdings nicht akzeptierte. Später wurde Smith neben Lovecraft und Robert E. Howard häufig zu den drei Musketieren des Pulp-Magazins gerechnet. Erst im April 1926 erschien die Erzählung in der Literaturzeitschrift Overland Monthly.
Die in mythisch-fiktionalen Landschaften wie Hyperborea, Atlantis, dem mittelalterlich stilisierten Averoigne oder Zothique spielenden Geschichten lassen sich überwiegend der Fantasy zuordnen, auch wenn sie immer wieder Motive der Science-Fiction aufgreifen und mit Mitteln des Horrors arbeiten.
Andere Erzählungen spielen auf dem Mars. Neben seiner erfolgreichen Kurzgeschichte Die Grabgewölbe von Yoh-Vombis gehören Der Herr der Tiefen, Vulthoom und das Fragment Mnemoka zu diesem Zyklus. Die Geschichten sind in einer Zeit angesiedelt, als die Erforschung des Planeten gerade erst begonnen hat. Vergleichbar mit dem Zothique-Zyklus, stellt Smith ihn als eine alternde, langsam sterbende Welt dar. Die halb-humanoiden, einheimischen Bewohner des Planeten sind große, schlanke und geheimnisvolle Wesen, die doch freundlich genug sind, die Menschen zu tolerieren und „den Handel zwischen den Welten“ zuzulassen.
Einige Erzählungen wie Genius Loci, Saat aus dem Grabe (The Seed from the Sepulchre), Des Magiers Wiederkehr (The Return of the Sorcerer), Aforgomons Kette (The Chain of Aforgomon) und Die unsichtbare Stadt (The invisible City) verzichten auf das sagenhafte Ambiente und gehören zur Phantastik.

### Bildende Kunst
Nach dem Tod Robert E. Howards (1936) und H. P. Lovecrafts (1937) ließ Smiths Interesse am Schreiben nach. Er wandte sich autodidaktisch der bildenden Kunst zu und bevorzugte den Stil des Primitivismus. Wie Sunand T. Joshi ausführt, zeugen seine Tusche-, Bleistift- oder Kreidezeichnungen sowie die Ölgemälde zwar von starker Phantasie, bleiben in der technischen Umsetzung aber unzulänglich. Daneben schuf er groteske Kleinskulpturen und Figurinen aus Speckstein.

## Rezeption
Für Lovecraft gehörte Clark Ashton Smith zu den begabtesten Autoren seiner Generation. Wie er in seinem Essay Supernatural Horror in Literature befand, überrage kein lebender Schriftsteller Smith in der „dämonischen Seltsamkeit und Fruchtbarkeit seiner Entwürfe“. Wer sonst hätte die „ausschweifenden und fiebrig verzerrten Visionen unendlicher Sphären und multipler Dimensionen gesehen und überlebt“, um davon berichten zu können. Niemand treffe den Tonfall „kosmischen Schreckens“ (engl. „cosmic horror“) so gut wie er.
Rein A. Zondergeld ordnet viele Erzählungen und Novellen Smiths der Dekadenzdichtung zu. Die Dekadenz schlage sich nicht nur in der Thematik, sondern auch in der Sprache nieder, die häufig manieriert wirke. Sein Werk werde von Liebhabern des Genres indes oft höher bewertet als das Lovecrafts. Am überzeugendsten sei der Autor nicht in der Fantasy, sondern in seinen phantastischen Erzählungen wie Genius Loci und Saat aus dem Grabe.
Ray Bradbury, der ebenfalls einige frühe Geschichten im Verlag Arkham House veröffentlicht hatte, beschrieb den großen Einfluss von Smiths Erzählungen The City of the Singing Flame und Master of Asteroid. In der einen habe ihn die fantastische Vorstellungswelt, in der anderen die Darstellung von Isolation und Einsamkeit beeindruckt und für den Rest seines Lebens beeinflusst.
Für Sunand T. Joshi gehört Smiths Lyrik zu den „verlorenen Perlen der Literatur des 20. Jahrhunderts“. Sein bedeutendstes Gedicht sei The Hashish Eater -or- the Apocalypse of Evil, eine 600-zeilige „kosmische(n) Phantasmagorie“, die Lovecraft sehr beeindruckt habe. Betrachte man das Gedicht The Star-Treader, seien die Lobeshymnen und Vergleiche mit Keats oder Shelley verständlich. Dieses und weitere frühe Gedichte seien der „kosmischen Lyrik“ des Smith-Förderers Sterling überlegen, dessen Langgedichte The Testimony of the Suns (1903) und A Wine of Wizardry (1907) Smith beeinflusst hätten. Ein Grund für die mangelnde Wertschätzung der Smith’schen Poesie sieht Joshi in der fehlenden Tradition unheimlich-phantastischer Lyrik. Viele Werke seien metaphernreich und höben sich mit traditionellen Versmaßen und einem hohen Stil von der zeitgenössischen Lyrik in der Nachfolge Ezra Pounds und William Carlos Williamss ab.
Die Kurzgeschichte Des Magiers Wiederkehr diente 1972 als Vorlage für eine Episode der von Rod Serling präsentierten Anthologie-Serie Night Gallery und wurde mit Vincent Price in einer Doppelrolle als John und Helman Carnby und Bill Bixby als Erzähler Ogden verfilmt.
2011 verfilmte Richard Stanley die Kurzgeschichte Mutter Kröte (Mother of Toads, 1938), als Segment des Episodenfilms The Theatre Bizarre.
2015 erhielt Smith postum den Cordwainer Smith Rediscovery Award für vergessene oder nicht mehr hinreichend gewürdigte Science-Fiction-Autoren.